# Lubiatówka (dopływ Czarnej Wody)
Lubiatówka – potok w powiatach złotoryjskim i legnickim, dopływ Czarnej Wody.
W swym górnym biegu płynie w dolinie u podnóży wzgórz, w terenie pofałdowanym, stanowiącym przejście między Równiną Legnicką a Pogórzem Kaczawskim.
Na północ od drogi krajowej nr 94 wpływa na płaskie, równinne obszary Pojezierza Legnickiego.
Lubiatówka ma około 15 km długości. Jej źródło jest w lesie położonym na zboczu wysokiego na 194 m n.p.m. wzgórza wznoszącego się na wschód od Gierałtowca, w dolnym biegu rzeka od pn.-zach. okrąża Jezioro Tatarak dawniej wpływając do niego, co zmieniło się po robotach melioracyjnych.
Ujściowy odcinek obfity jest w wodę. 

## Lokalizacja na mapie
- emapi.pl